# Kumukuluk Saggiak
 (avril 2025).
La mise en forme du texte ne suit pas les recommandations de Wikipédia : il faut le « wikifier ».
Les points d'amélioration suivants sont les cas les plus fréquents :
- Les titres sont pré-formatés par le logiciel. Ils ne sont ni en capitales, ni en gras.
- Le texte ne doit pas être écrit en capitales (les noms de famille non plus), ni en gras, ni en italique, ni en « petit »…
- Le gras n'est utilisé que pour surligner le titre de l'article dans l'introduction, une seule fois.
- L'italique est rarement utilisé : mots en langue étrangère, titres d'œuvres, noms de bateaux, etc.
- Les citations ne sont pas en italique mais en corps de texte normal. Elles sont entourées par des guillemets français : « et ».
- Les listes à puces sont à éviter, des paragraphes rédigés étant largement préférés. Les tableaux sont à réserver à la présentation de données structurées (résultats, etc.).
- Les appels de note de bas de page (petits chiffres en exposant, introduits par l'outil «  Source ») sont à placer entre la fin de phrase et le point final[comme ça].
- Les liens internes (vers d'autres articles de Wikipédia) sont à choisir avec parcimonie. Créez des liens vers des articles approfondissant le sujet. Les termes génériques sans rapport avec le sujet sont à éviter, ainsi que les répétitions de liens vers un même terme.
- Les liens externes sont à placer uniquement dans une section « Liens externes », à la fin de l'article. Ces liens sont à choisir avec parcimonie suivant les règles définies. Si un lien sert de source à l'article, son insertion dans le texte est à faire par les notes de bas de page.
- La présentation des références doit suivre les conventions bibliographiques. Il est recommandé d'utiliser les modèles {{Ouvrage}}, {{Chapitre}}, {{Article}}, {{Lien web}} et/ou {{Bibliographie}}. Le mode d'édition visuel peut mettre en forme automatiquement les références.
- Insérer une infobox (cadre d'informations à droite) n'est pas obligatoire pour parachever la mise en page.

Pour une aide détaillée, merci de consulter Aide:Wikification.
Si vous pensez que ces points ont été résolus, vous pouvez retirer ce bandeau et améliorer la mise en forme d'un autre article.
Kumukuluk Saggiak (parfois Kumakuluk Saggiak en anglais, ᑯᒪᑯᓗ ᓴᒋᐊ en Inuktitut), né le 12 octobre 1944 à Salluit, au Nunavik, au Québec, est un artiste inuit canadien, connu surtout pour ses sculptures. Peu est connu sur son enfance et sur sa formation artistique.
Ses techniques de sculpture offrent une perspective unique dans l’art inuit, évoquant plusieurs émotions. Lors de sa participation dans l’Expo 67, il fut un des premiers Inuits à avoir son art exposé au public canadien. Ses oeuvres sont parmi les premières de l’art inuit à laquelle le public non-inuit canadien est exposé.
Ses oeuvres font partie de plusieurs expositions et collections muséales, tels qu'au Parlement du Canada à Ottawa et au Musée des Beaux-Arts de Winnipeg.

## Biographie
Ayant déménagé plusieurs fois avant de s’installer à Kinngait, ses oeuvres représentent souvent le mouvement et la fuite qu’il a vécu pendant sa jeunesse. Son style unique évoque une histoire personnelle tout en utilisant des matériaux de la région. Il a participé à plusieurs expositions tout au long de sa carrière, au Canada comme aux États-Unis. Son exposition la plus connue est celle de l’Exposition internationale et universelle de 1967 (Expo 67), qu’il a produite avec Elijah Pootoogook. Cette exposition était importante pour l’histoire du Canada puisque c’était une des premières fois que le public canadien était exposé à l’art Inuit. En 1980, il fut commissionné par Travaux publics Canada pour créer des sculptures pour les édifices du Parlement à Ottawa. Peu d’information est connue sur ses parents notoires, et plus généralement, sur son enfance et sa formation professionnelle.

## Thématiques dans son art
La plupart de ses oeuvres sont fabriquées en pierre verte et noire, tirées de la région où il habite. Ses oeuvres représentent souvent des animaux ou des personnes en mouvement, ce qui est représentatif se son vécu et de sa jeunesse. Son style individuel ainsi que les matériaux de la région représentent une dualité entre une affinité pour sa région ainsi que l’infusion de sa personnalité dans ses oeuvres. Son oeuvre Owl and Owlet, par exemple, réalisée en pierre noire, évoque tout autant la sagesse ainsi que l’enjouement avec ses enfants. L’oeuvre évoque le lien fort entre la spiritualité et l’art. Saggiak tente évoquer, à travers son art, des moments sacrés et spirituels.

## Œvres principales
Sa muraille nommée La Toundra, réalisé avec Elijah Pudlat Pootoogook, fut créée pour l’Expo 67. La muraille dépite la vie inuite, illustrant les techniques ancestrales de chasse ainsi que les maisons modernes de la communauté. Cette muraille fut une des premières créées pour démontrer le style de vie Inuite à la communauté canadienne. Cette oeuvre fut intitulée Le monde polaire et fut exposée dans le restaurant Toundra dans le pavillon canadien de l’Expo 67. Lors de l’exposition, Saggiak créa une grande sculpture en pierre d’une femme et son enfant qu’il décrit comme une de ses plus grandes sculptures. Le processus de création de ses oeuvres ainsi qu’une description de l’Expo 67 fut documenté dans le mini-documentaire intitulé Aki’name, signifiant Sur le mur. Parmi ses oeuvres individuelles les plus connues, Owl and Owlet est la plus documentée. Créée en pierre noire, elle évoque un hibou avec son oisillon. Cet oeuvre dépite la relation entre l’art et la spiritualité, ainsi que les petits moments d’amour.

## Expositions
- Exposition collective intitulée Le monde polaire à l’Exposition universelle de 1967 en collaboration avec Elijah Pudlat.

- Création de sculptures pour le Parlement du Canada à Ottawa[1].

- Exposition collective intitulée By the Light of the Qulliq: Eskimo Life in the Canadian Arctic à l’Institution Smithsonian.

- Exposition collective intitulée Cape Dorset au musée des beaux arts de Winnipeg.

- Exposition individuelle intitulée Kumakuluk Saggiak à The Innuit Gallery of Eskimo Art.

- Exposition collective intitulée The Eskimo Art Collection of the Toronto-Dominion Bank à Toronto-Dominion Bank Collection[6].

## Collections muséales
- Klamer Family Collection, musée des beaux-arts de l'Ontario à Toronto, ON.

- Gallerie Nationale du Canada à Ottawa, ON.

- Toronto-Dominion Bank Collection à Toronto, ON.

- Musée des beaux-arts de Winnipeg à Winnipeg, MB[6]